# یانوح
یانوح (به عربی: يانوح) یک منطقهٔ مسکونی در لبنان است که در شهرستان جبیل واقع شده‌است.
 یانوح ۱٫۴۷ کیلومتر مربع مساحت دارد  ۱٬۱۲۰ متر بالاتر از سطح دریا واقع شده‌است.